# Throb (cântec)
„Throb” este un cântec al interpretei americane Janet Jackson. Piesa a fost compusă de Jimmy Jam și Terry Lewis și Jackson, fiind inclusă pe cel de-al cincilea material discografic de studio al artistei, janet.. „Throb” a fost lansat doar la nivelul Statelor Unite ale Americii, neavând suportul unor compact discuri destinate comercializării, nefiind eligibil pentru a intra Billboard Hot 100. Piesa „And on and On”, prezentă pe fața B a discului distribuit în Olanda a primit și ea difuzări din partea posturilor de radio americane.

## Clasamente
| Clasament                             | Poziția maximă | Referință |
| „Throb”                               | „Throb”        | „Throb”   |
| ------------------------------------- | -------------- | --------- |
| U.S. Billboard Hot Airplay            | 66             | [ 3 ]     |
| U.S. Billboard Hot Dance Club Play    | 2              | [ 2 ]     |
| „And on and On”                       |                |           |
| U.S. Billboard Hot Airplay            | 38             | [ 4 ]     |
| U.S. Billboard Rhythmic Airplay Chart | 12             | [ 2 ]     |